# 克尔-纽曼度规
克尔-纽曼度规（Kerr-Newman metric），简称度规，是描述匀角速度旋转的带點電荷球体的引力场的度规，其数学表示是：
{\displaystyle c^{2}d\tau ^{2}=-\left({\frac {dr^{2}}{\Delta }}+d\theta ^{2}\right)\rho ^{2}+\left(c\,dt-a\sin ^{2}\theta \,d\phi \right)^{2}{\frac {\Delta }{\rho ^{2}}}-\left(\left(r^{2}+a^{2}\right)d\phi -ac\,dt\right)^{2}{\frac {\sin ^{2}\theta }{\rho ^{2}}}}
座標(r, θ, ϕ)是球座標系，Q是电荷，且:
{\displaystyle a={\frac {J}{Mc}}\,,}
{\displaystyle \ \rho ^{2}=r^{2}+a^{2}\cos ^{2}\theta \,,}
{\displaystyle \ \Delta =r^{2}-r_{s}r+a^{2}+r_{Q}^{2}\,,}
在這裡 J 表示黑洞的角動量， rs 是具有質量物體的史瓦西半徑，其與質量 M 的關係是:
{\displaystyle r_{s}={\frac {2GM}{c^{2}}}}
其中G是重力常數,且 rQ 與電荷 Q 的關係是:
{\displaystyle r_{Q}^{2}={\frac {Q^{2}G}{4\pi \epsilon _{0}c^{4}}}}
而 1/4πε0 為庫侖常數。
- 当{\displaystyle Q=0}时，克尔-纽曼度规退化为克尔度规，所以克尔-纽曼度规是有电荷情况下的克尔度规。
- 当{\displaystyle a=0}时，克尔-纽曼度规退化为雷斯勒-诺斯特朗姆度规。
- 当{\displaystyle Q=0,\quad a=0}时，克尔-纽曼度规退化为史瓦西度规。